# Adolf Anderssen
Karl Ernst Adolf Anderssen (Breslavia, 6 luglio 1818 – Breslavia, 13 marzo 1879) è stato uno scacchista tedesco.
Adolf Anderssen fu uno dei più forti giocatori di scacchi del suo secolo, considerato il massimo rappresentante della scuola romantica degli scacchi.

## Biografia

### Gli inizi
Nacque a Breslavia, capitale storica della Slesia, quando essa era parte della Prussia, e lì visse, senza sposarsi, con la sorella e la madre vedova. Frequentò le scuole pubbliche e all'università studiò matematica e filosofia.
Si laureò e nel 1847 divenne prima precettore in una famiglia privata e poi professore di matematica al liceo. Imparò a giocare dal padre all'età di nove anni e affinò la strategia di gioco leggendo un testo sulle partite tra La Bourdonnais e McDonnell. Non fu un ragazzo prodigio e solo nel 1842 attirò l'attenzione del mondo scacchistico pubblicando un libretto di problemi scacchistici, mentre quattro anni dopo divenne editore di una rivista di scacchi. Visse una vita tranquilla da borghese della classe media, dedito all'insegnamento e al suo passatempo preferito, gli scacchi.

### Il maestro
Nel 1848 pareggiò un incontro con Daniel Harrwitz, un giocatore professionista. Sulla base di questo scontro e della sua reputazione, fu invitato a rappresentare la Germania nel torneo di Londra del 1851. Questo torneo rappresentò il primo importante torneo di scacchi di livello mondiale e radunava i migliori giocatori dell'epoca.
Pur invitato, Anderssen era riluttante a partecipare a causa degli alti costi che avrebbe dovuto sostenere, ma in suo aiuto venne Howard Staunton, che si offrì di pagargli le spese. Anderssen riuscì a vincere il torneo battendo Lionel Kieseritzky, József Szén, lo stesso Staunton, e Marmaduke Wyvill. Questa vittoria fece di lui il migliore dell'epoca ma non il campione del mondo, non esistendo ancora né il titolo né una organizzazione che ne stabilisse le regole. Al suo gioco brillante si devono due partite memorabili, l'immortale giocata contro Lionel Kieseritzky nel 1851 e la "sempreverde" giocata contro Jean Dufresne a Berlino nel 1852. Dopo questa competizione egli ritornò alla sua vita di insegnante.
Nel 1858 accettò la sfida del giovane statunitense Paul Morphy, apparso improvvisamente nel mondo scacchistico poco tempo prima ma che aveva già sconfitto tutti gli altri giocatori di alto livello. Molte persone ritengono questo incontro come il primo campionato del mondo non ufficiale. Nonostante l'altissimo livello di entrambi i giocatori l'americano si dimostrò nettamente superiore e vinse con un inequivocabile +7 =2 -2. In quel frangente egli giocò la curiosa mossa iniziale 1. a3 che divenne la Apertura Anderssen ma che trovò ben pochi imitatori ad alto livello (la impiegò per una sola volta anche Steinitz, con successo, nella 2ª partita del match di spareggio con Blackburne nel torneo di Londra 1873).
Nel 1861 vinse un match a Parigi contro l'austriaco Ignatz von Kolisch (+ 4 – 3 = 2). Al Torneo di Londra 1862 vinse con dodici vittorie su tredici incontri. A questo grande torneo partecipò anche l'italiano Serafino Dubois, che si classificò sesto (dietro al futuro campione del mondo Wilhelm Steinitz, che si classificò quinto). Questa era la prima volta che un torneo di scacchi era organizzato con un girone all'italiana (in inglese round-robin), col quale tutti i contendenti incontrano tutti gli avversari. Morphy nel frattempo si era ritirato dagli scacchi e Anderssen ritornò ad essere il migliore.

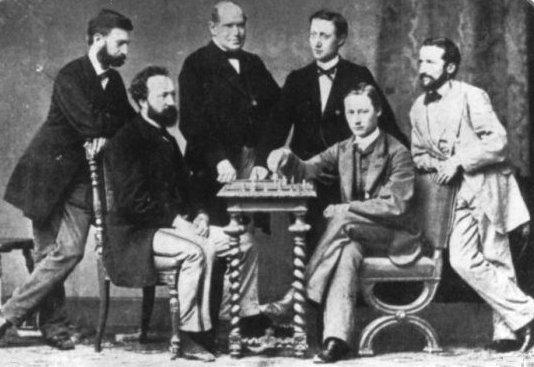
Anderssen al torneo di Barmen 1869

A Londra nel 1866 Anderssen giocò e perse per 6:8 un match, senza alcuna patta, contro il giovane Wilhelm Steinitz, che in quella occasione introdusse alcune delle più significative novità teoriche del suo repertorio e che qui colse la palma di miglior giocatore dell'epoca, difendendola con successo per quasi tre decenni. Nel 1869 vinse a Barmen (una città ora facente parte di Wuppertal) l'ottavo congresso della Westdeutschen Shachbund. Nel 1870 vinse il torneo di Baden-Baden, considerato il più forte giocato fino ad allora; precedette Steinitz e altri fortissimi maestri, tra cui Gustav Neumann e Joseph Blackburne.
Giocò anche in tarda età con buoni risultati, arrivando secondo a Lipsia nel 1877 quando già aveva 59 anni. Non fu mai infastidito dalle sconfitte che subì. A parte l'insegnamento, gli scacchi erano l'unico altro interesse che aveva, una fonte di evasione da una vita tranquilla e regolata da ritmi e doveri. Negli scacchi egli trasfuse la sua ricerca dell'avventura, della sfida e dell'ardimento. Queste le motivazioni di un gioco in stile romantico, aggressivo, in cui era naturale il sacrificio di qualche pezzo per tentare la sorte. Le sue aperture preferite erano il Gambetto di re e il Gambetto Evans. Sempre gentile e tranquillo era apprezzato anche dagli avversari per la sua onestà intellettuale.
Lo storico degli scacchi Ludwig Bachmann scrisse una sua biografia in due volumi: Professor Adolph Anderssen, der langjährige Vorkämpfer deutscher Schachmeisterschaft, Ansbach, 1914. 

### Il problemista
|   | a | b | c | d | e | f | g | h |   |
| 8 | b8 torre del bianco · d8 torre del bianco · e8 cavallo del nero · e7 re del bianco · a6 pedone del nero · a5 re del nero · b5 alfiere del nero · g5 cavallo del nero · g4 pedone del nero · a3 pedone del bianco · b3 pedone del bianco · d2 pedone del nero · e2 pedone del nero · f2 pedone del nero · b1 donna del bianco | b8 torre del bianco · d8 torre del bianco · e8 cavallo del nero · e7 re del bianco · a6 pedone del nero · a5 re del nero · b5 alfiere del nero · g5 cavallo del nero · g4 pedone del nero · a3 pedone del bianco · b3 pedone del bianco · d2 pedone del nero · e2 pedone del nero · f2 pedone del nero · b1 donna del bianco | b8 torre del bianco · d8 torre del bianco · e8 cavallo del nero · e7 re del bianco · a6 pedone del nero · a5 re del nero · b5 alfiere del nero · g5 cavallo del nero · g4 pedone del nero · a3 pedone del bianco · b3 pedone del bianco · d2 pedone del nero · e2 pedone del nero · f2 pedone del nero · b1 donna del bianco | b8 torre del bianco · d8 torre del bianco · e8 cavallo del nero · e7 re del bianco · a6 pedone del nero · a5 re del nero · b5 alfiere del nero · g5 cavallo del nero · g4 pedone del nero · a3 pedone del bianco · b3 pedone del bianco · d2 pedone del nero · e2 pedone del nero · f2 pedone del nero · b1 donna del bianco | b8 torre del bianco · d8 torre del bianco · e8 cavallo del nero · e7 re del bianco · a6 pedone del nero · a5 re del nero · b5 alfiere del nero · g5 cavallo del nero · g4 pedone del nero · a3 pedone del bianco · b3 pedone del bianco · d2 pedone del nero · e2 pedone del nero · f2 pedone del nero · b1 donna del bianco | b8 torre del bianco · d8 torre del bianco · e8 cavallo del nero · e7 re del bianco · a6 pedone del nero · a5 re del nero · b5 alfiere del nero · g5 cavallo del nero · g4 pedone del nero · a3 pedone del bianco · b3 pedone del bianco · d2 pedone del nero · e2 pedone del nero · f2 pedone del nero · b1 donna del bianco | b8 torre del bianco · d8 torre del bianco · e8 cavallo del nero · e7 re del bianco · a6 pedone del nero · a5 re del nero · b5 alfiere del nero · g5 cavallo del nero · g4 pedone del nero · a3 pedone del bianco · b3 pedone del bianco · d2 pedone del nero · e2 pedone del nero · f2 pedone del nero · b1 donna del bianco | b8 torre del bianco · d8 torre del bianco · e8 cavallo del nero · e7 re del bianco · a6 pedone del nero · a5 re del nero · b5 alfiere del nero · g5 cavallo del nero · g4 pedone del nero · a3 pedone del bianco · b3 pedone del bianco · d2 pedone del nero · e2 pedone del nero · f2 pedone del nero · b1 donna del bianco | 8 |
| 7 | b8 torre del bianco · d8 torre del bianco · e8 cavallo del nero · e7 re del bianco · a6 pedone del nero · a5 re del nero · b5 alfiere del nero · g5 cavallo del nero · g4 pedone del nero · a3 pedone del bianco · b3 pedone del bianco · d2 pedone del nero · e2 pedone del nero · f2 pedone del nero · b1 donna del bianco | b8 torre del bianco · d8 torre del bianco · e8 cavallo del nero · e7 re del bianco · a6 pedone del nero · a5 re del nero · b5 alfiere del nero · g5 cavallo del nero · g4 pedone del nero · a3 pedone del bianco · b3 pedone del bianco · d2 pedone del nero · e2 pedone del nero · f2 pedone del nero · b1 donna del bianco | b8 torre del bianco · d8 torre del bianco · e8 cavallo del nero · e7 re del bianco · a6 pedone del nero · a5 re del nero · b5 alfiere del nero · g5 cavallo del nero · g4 pedone del nero · a3 pedone del bianco · b3 pedone del bianco · d2 pedone del nero · e2 pedone del nero · f2 pedone del nero · b1 donna del bianco | b8 torre del bianco · d8 torre del bianco · e8 cavallo del nero · e7 re del bianco · a6 pedone del nero · a5 re del nero · b5 alfiere del nero · g5 cavallo del nero · g4 pedone del nero · a3 pedone del bianco · b3 pedone del bianco · d2 pedone del nero · e2 pedone del nero · f2 pedone del nero · b1 donna del bianco | b8 torre del bianco · d8 torre del bianco · e8 cavallo del nero · e7 re del bianco · a6 pedone del nero · a5 re del nero · b5 alfiere del nero · g5 cavallo del nero · g4 pedone del nero · a3 pedone del bianco · b3 pedone del bianco · d2 pedone del nero · e2 pedone del nero · f2 pedone del nero · b1 donna del bianco | b8 torre del bianco · d8 torre del bianco · e8 cavallo del nero · e7 re del bianco · a6 pedone del nero · a5 re del nero · b5 alfiere del nero · g5 cavallo del nero · g4 pedone del nero · a3 pedone del bianco · b3 pedone del bianco · d2 pedone del nero · e2 pedone del nero · f2 pedone del nero · b1 donna del bianco | b8 torre del bianco · d8 torre del bianco · e8 cavallo del nero · e7 re del bianco · a6 pedone del nero · a5 re del nero · b5 alfiere del nero · g5 cavallo del nero · g4 pedone del nero · a3 pedone del bianco · b3 pedone del bianco · d2 pedone del nero · e2 pedone del nero · f2 pedone del nero · b1 donna del bianco | b8 torre del bianco · d8 torre del bianco · e8 cavallo del nero · e7 re del bianco · a6 pedone del nero · a5 re del nero · b5 alfiere del nero · g5 cavallo del nero · g4 pedone del nero · a3 pedone del bianco · b3 pedone del bianco · d2 pedone del nero · e2 pedone del nero · f2 pedone del nero · b1 donna del bianco | 7 |
| 6 | b8 torre del bianco · d8 torre del bianco · e8 cavallo del nero · e7 re del bianco · a6 pedone del nero · a5 re del nero · b5 alfiere del nero · g5 cavallo del nero · g4 pedone del nero · a3 pedone del bianco · b3 pedone del bianco · d2 pedone del nero · e2 pedone del nero · f2 pedone del nero · b1 donna del bianco | b8 torre del bianco · d8 torre del bianco · e8 cavallo del nero · e7 re del bianco · a6 pedone del nero · a5 re del nero · b5 alfiere del nero · g5 cavallo del nero · g4 pedone del nero · a3 pedone del bianco · b3 pedone del bianco · d2 pedone del nero · e2 pedone del nero · f2 pedone del nero · b1 donna del bianco | b8 torre del bianco · d8 torre del bianco · e8 cavallo del nero · e7 re del bianco · a6 pedone del nero · a5 re del nero · b5 alfiere del nero · g5 cavallo del nero · g4 pedone del nero · a3 pedone del bianco · b3 pedone del bianco · d2 pedone del nero · e2 pedone del nero · f2 pedone del nero · b1 donna del bianco | b8 torre del bianco · d8 torre del bianco · e8 cavallo del nero · e7 re del bianco · a6 pedone del nero · a5 re del nero · b5 alfiere del nero · g5 cavallo del nero · g4 pedone del nero · a3 pedone del bianco · b3 pedone del bianco · d2 pedone del nero · e2 pedone del nero · f2 pedone del nero · b1 donna del bianco | b8 torre del bianco · d8 torre del bianco · e8 cavallo del nero · e7 re del bianco · a6 pedone del nero · a5 re del nero · b5 alfiere del nero · g5 cavallo del nero · g4 pedone del nero · a3 pedone del bianco · b3 pedone del bianco · d2 pedone del nero · e2 pedone del nero · f2 pedone del nero · b1 donna del bianco | b8 torre del bianco · d8 torre del bianco · e8 cavallo del nero · e7 re del bianco · a6 pedone del nero · a5 re del nero · b5 alfiere del nero · g5 cavallo del nero · g4 pedone del nero · a3 pedone del bianco · b3 pedone del bianco · d2 pedone del nero · e2 pedone del nero · f2 pedone del nero · b1 donna del bianco | b8 torre del bianco · d8 torre del bianco · e8 cavallo del nero · e7 re del bianco · a6 pedone del nero · a5 re del nero · b5 alfiere del nero · g5 cavallo del nero · g4 pedone del nero · a3 pedone del bianco · b3 pedone del bianco · d2 pedone del nero · e2 pedone del nero · f2 pedone del nero · b1 donna del bianco | b8 torre del bianco · d8 torre del bianco · e8 cavallo del nero · e7 re del bianco · a6 pedone del nero · a5 re del nero · b5 alfiere del nero · g5 cavallo del nero · g4 pedone del nero · a3 pedone del bianco · b3 pedone del bianco · d2 pedone del nero · e2 pedone del nero · f2 pedone del nero · b1 donna del bianco | 6 |
| 5 | b8 torre del bianco · d8 torre del bianco · e8 cavallo del nero · e7 re del bianco · a6 pedone del nero · a5 re del nero · b5 alfiere del nero · g5 cavallo del nero · g4 pedone del nero · a3 pedone del bianco · b3 pedone del bianco · d2 pedone del nero · e2 pedone del nero · f2 pedone del nero · b1 donna del bianco | b8 torre del bianco · d8 torre del bianco · e8 cavallo del nero · e7 re del bianco · a6 pedone del nero · a5 re del nero · b5 alfiere del nero · g5 cavallo del nero · g4 pedone del nero · a3 pedone del bianco · b3 pedone del bianco · d2 pedone del nero · e2 pedone del nero · f2 pedone del nero · b1 donna del bianco | b8 torre del bianco · d8 torre del bianco · e8 cavallo del nero · e7 re del bianco · a6 pedone del nero · a5 re del nero · b5 alfiere del nero · g5 cavallo del nero · g4 pedone del nero · a3 pedone del bianco · b3 pedone del bianco · d2 pedone del nero · e2 pedone del nero · f2 pedone del nero · b1 donna del bianco | b8 torre del bianco · d8 torre del bianco · e8 cavallo del nero · e7 re del bianco · a6 pedone del nero · a5 re del nero · b5 alfiere del nero · g5 cavallo del nero · g4 pedone del nero · a3 pedone del bianco · b3 pedone del bianco · d2 pedone del nero · e2 pedone del nero · f2 pedone del nero · b1 donna del bianco | b8 torre del bianco · d8 torre del bianco · e8 cavallo del nero · e7 re del bianco · a6 pedone del nero · a5 re del nero · b5 alfiere del nero · g5 cavallo del nero · g4 pedone del nero · a3 pedone del bianco · b3 pedone del bianco · d2 pedone del nero · e2 pedone del nero · f2 pedone del nero · b1 donna del bianco | b8 torre del bianco · d8 torre del bianco · e8 cavallo del nero · e7 re del bianco · a6 pedone del nero · a5 re del nero · b5 alfiere del nero · g5 cavallo del nero · g4 pedone del nero · a3 pedone del bianco · b3 pedone del bianco · d2 pedone del nero · e2 pedone del nero · f2 pedone del nero · b1 donna del bianco | b8 torre del bianco · d8 torre del bianco · e8 cavallo del nero · e7 re del bianco · a6 pedone del nero · a5 re del nero · b5 alfiere del nero · g5 cavallo del nero · g4 pedone del nero · a3 pedone del bianco · b3 pedone del bianco · d2 pedone del nero · e2 pedone del nero · f2 pedone del nero · b1 donna del bianco | b8 torre del bianco · d8 torre del bianco · e8 cavallo del nero · e7 re del bianco · a6 pedone del nero · a5 re del nero · b5 alfiere del nero · g5 cavallo del nero · g4 pedone del nero · a3 pedone del bianco · b3 pedone del bianco · d2 pedone del nero · e2 pedone del nero · f2 pedone del nero · b1 donna del bianco | 5 |
| 4 | b8 torre del bianco · d8 torre del bianco · e8 cavallo del nero · e7 re del bianco · a6 pedone del nero · a5 re del nero · b5 alfiere del nero · g5 cavallo del nero · g4 pedone del nero · a3 pedone del bianco · b3 pedone del bianco · d2 pedone del nero · e2 pedone del nero · f2 pedone del nero · b1 donna del bianco | b8 torre del bianco · d8 torre del bianco · e8 cavallo del nero · e7 re del bianco · a6 pedone del nero · a5 re del nero · b5 alfiere del nero · g5 cavallo del nero · g4 pedone del nero · a3 pedone del bianco · b3 pedone del bianco · d2 pedone del nero · e2 pedone del nero · f2 pedone del nero · b1 donna del bianco | b8 torre del bianco · d8 torre del bianco · e8 cavallo del nero · e7 re del bianco · a6 pedone del nero · a5 re del nero · b5 alfiere del nero · g5 cavallo del nero · g4 pedone del nero · a3 pedone del bianco · b3 pedone del bianco · d2 pedone del nero · e2 pedone del nero · f2 pedone del nero · b1 donna del bianco | b8 torre del bianco · d8 torre del bianco · e8 cavallo del nero · e7 re del bianco · a6 pedone del nero · a5 re del nero · b5 alfiere del nero · g5 cavallo del nero · g4 pedone del nero · a3 pedone del bianco · b3 pedone del bianco · d2 pedone del nero · e2 pedone del nero · f2 pedone del nero · b1 donna del bianco | b8 torre del bianco · d8 torre del bianco · e8 cavallo del nero · e7 re del bianco · a6 pedone del nero · a5 re del nero · b5 alfiere del nero · g5 cavallo del nero · g4 pedone del nero · a3 pedone del bianco · b3 pedone del bianco · d2 pedone del nero · e2 pedone del nero · f2 pedone del nero · b1 donna del bianco | b8 torre del bianco · d8 torre del bianco · e8 cavallo del nero · e7 re del bianco · a6 pedone del nero · a5 re del nero · b5 alfiere del nero · g5 cavallo del nero · g4 pedone del nero · a3 pedone del bianco · b3 pedone del bianco · d2 pedone del nero · e2 pedone del nero · f2 pedone del nero · b1 donna del bianco | b8 torre del bianco · d8 torre del bianco · e8 cavallo del nero · e7 re del bianco · a6 pedone del nero · a5 re del nero · b5 alfiere del nero · g5 cavallo del nero · g4 pedone del nero · a3 pedone del bianco · b3 pedone del bianco · d2 pedone del nero · e2 pedone del nero · f2 pedone del nero · b1 donna del bianco | b8 torre del bianco · d8 torre del bianco · e8 cavallo del nero · e7 re del bianco · a6 pedone del nero · a5 re del nero · b5 alfiere del nero · g5 cavallo del nero · g4 pedone del nero · a3 pedone del bianco · b3 pedone del bianco · d2 pedone del nero · e2 pedone del nero · f2 pedone del nero · b1 donna del bianco | 4 |
| 3 | b8 torre del bianco · d8 torre del bianco · e8 cavallo del nero · e7 re del bianco · a6 pedone del nero · a5 re del nero · b5 alfiere del nero · g5 cavallo del nero · g4 pedone del nero · a3 pedone del bianco · b3 pedone del bianco · d2 pedone del nero · e2 pedone del nero · f2 pedone del nero · b1 donna del bianco | b8 torre del bianco · d8 torre del bianco · e8 cavallo del nero · e7 re del bianco · a6 pedone del nero · a5 re del nero · b5 alfiere del nero · g5 cavallo del nero · g4 pedone del nero · a3 pedone del bianco · b3 pedone del bianco · d2 pedone del nero · e2 pedone del nero · f2 pedone del nero · b1 donna del bianco | b8 torre del bianco · d8 torre del bianco · e8 cavallo del nero · e7 re del bianco · a6 pedone del nero · a5 re del nero · b5 alfiere del nero · g5 cavallo del nero · g4 pedone del nero · a3 pedone del bianco · b3 pedone del bianco · d2 pedone del nero · e2 pedone del nero · f2 pedone del nero · b1 donna del bianco | b8 torre del bianco · d8 torre del bianco · e8 cavallo del nero · e7 re del bianco · a6 pedone del nero · a5 re del nero · b5 alfiere del nero · g5 cavallo del nero · g4 pedone del nero · a3 pedone del bianco · b3 pedone del bianco · d2 pedone del nero · e2 pedone del nero · f2 pedone del nero · b1 donna del bianco | b8 torre del bianco · d8 torre del bianco · e8 cavallo del nero · e7 re del bianco · a6 pedone del nero · a5 re del nero · b5 alfiere del nero · g5 cavallo del nero · g4 pedone del nero · a3 pedone del bianco · b3 pedone del bianco · d2 pedone del nero · e2 pedone del nero · f2 pedone del nero · b1 donna del bianco | b8 torre del bianco · d8 torre del bianco · e8 cavallo del nero · e7 re del bianco · a6 pedone del nero · a5 re del nero · b5 alfiere del nero · g5 cavallo del nero · g4 pedone del nero · a3 pedone del bianco · b3 pedone del bianco · d2 pedone del nero · e2 pedone del nero · f2 pedone del nero · b1 donna del bianco | b8 torre del bianco · d8 torre del bianco · e8 cavallo del nero · e7 re del bianco · a6 pedone del nero · a5 re del nero · b5 alfiere del nero · g5 cavallo del nero · g4 pedone del nero · a3 pedone del bianco · b3 pedone del bianco · d2 pedone del nero · e2 pedone del nero · f2 pedone del nero · b1 donna del bianco | b8 torre del bianco · d8 torre del bianco · e8 cavallo del nero · e7 re del bianco · a6 pedone del nero · a5 re del nero · b5 alfiere del nero · g5 cavallo del nero · g4 pedone del nero · a3 pedone del bianco · b3 pedone del bianco · d2 pedone del nero · e2 pedone del nero · f2 pedone del nero · b1 donna del bianco | 3 |
| 2 | b8 torre del bianco · d8 torre del bianco · e8 cavallo del nero · e7 re del bianco · a6 pedone del nero · a5 re del nero · b5 alfiere del nero · g5 cavallo del nero · g4 pedone del nero · a3 pedone del bianco · b3 pedone del bianco · d2 pedone del nero · e2 pedone del nero · f2 pedone del nero · b1 donna del bianco | b8 torre del bianco · d8 torre del bianco · e8 cavallo del nero · e7 re del bianco · a6 pedone del nero · a5 re del nero · b5 alfiere del nero · g5 cavallo del nero · g4 pedone del nero · a3 pedone del bianco · b3 pedone del bianco · d2 pedone del nero · e2 pedone del nero · f2 pedone del nero · b1 donna del bianco | b8 torre del bianco · d8 torre del bianco · e8 cavallo del nero · e7 re del bianco · a6 pedone del nero · a5 re del nero · b5 alfiere del nero · g5 cavallo del nero · g4 pedone del nero · a3 pedone del bianco · b3 pedone del bianco · d2 pedone del nero · e2 pedone del nero · f2 pedone del nero · b1 donna del bianco | b8 torre del bianco · d8 torre del bianco · e8 cavallo del nero · e7 re del bianco · a6 pedone del nero · a5 re del nero · b5 alfiere del nero · g5 cavallo del nero · g4 pedone del nero · a3 pedone del bianco · b3 pedone del bianco · d2 pedone del nero · e2 pedone del nero · f2 pedone del nero · b1 donna del bianco | b8 torre del bianco · d8 torre del bianco · e8 cavallo del nero · e7 re del bianco · a6 pedone del nero · a5 re del nero · b5 alfiere del nero · g5 cavallo del nero · g4 pedone del nero · a3 pedone del bianco · b3 pedone del bianco · d2 pedone del nero · e2 pedone del nero · f2 pedone del nero · b1 donna del bianco | b8 torre del bianco · d8 torre del bianco · e8 cavallo del nero · e7 re del bianco · a6 pedone del nero · a5 re del nero · b5 alfiere del nero · g5 cavallo del nero · g4 pedone del nero · a3 pedone del bianco · b3 pedone del bianco · d2 pedone del nero · e2 pedone del nero · f2 pedone del nero · b1 donna del bianco | b8 torre del bianco · d8 torre del bianco · e8 cavallo del nero · e7 re del bianco · a6 pedone del nero · a5 re del nero · b5 alfiere del nero · g5 cavallo del nero · g4 pedone del nero · a3 pedone del bianco · b3 pedone del bianco · d2 pedone del nero · e2 pedone del nero · f2 pedone del nero · b1 donna del bianco | b8 torre del bianco · d8 torre del bianco · e8 cavallo del nero · e7 re del bianco · a6 pedone del nero · a5 re del nero · b5 alfiere del nero · g5 cavallo del nero · g4 pedone del nero · a3 pedone del bianco · b3 pedone del bianco · d2 pedone del nero · e2 pedone del nero · f2 pedone del nero · b1 donna del bianco | 2 |
| 1 | b8 torre del bianco · d8 torre del bianco · e8 cavallo del nero · e7 re del bianco · a6 pedone del nero · a5 re del nero · b5 alfiere del nero · g5 cavallo del nero · g4 pedone del nero · a3 pedone del bianco · b3 pedone del bianco · d2 pedone del nero · e2 pedone del nero · f2 pedone del nero · b1 donna del bianco | b8 torre del bianco · d8 torre del bianco · e8 cavallo del nero · e7 re del bianco · a6 pedone del nero · a5 re del nero · b5 alfiere del nero · g5 cavallo del nero · g4 pedone del nero · a3 pedone del bianco · b3 pedone del bianco · d2 pedone del nero · e2 pedone del nero · f2 pedone del nero · b1 donna del bianco | b8 torre del bianco · d8 torre del bianco · e8 cavallo del nero · e7 re del bianco · a6 pedone del nero · a5 re del nero · b5 alfiere del nero · g5 cavallo del nero · g4 pedone del nero · a3 pedone del bianco · b3 pedone del bianco · d2 pedone del nero · e2 pedone del nero · f2 pedone del nero · b1 donna del bianco | b8 torre del bianco · d8 torre del bianco · e8 cavallo del nero · e7 re del bianco · a6 pedone del nero · a5 re del nero · b5 alfiere del nero · g5 cavallo del nero · g4 pedone del nero · a3 pedone del bianco · b3 pedone del bianco · d2 pedone del nero · e2 pedone del nero · f2 pedone del nero · b1 donna del bianco | b8 torre del bianco · d8 torre del bianco · e8 cavallo del nero · e7 re del bianco · a6 pedone del nero · a5 re del nero · b5 alfiere del nero · g5 cavallo del nero · g4 pedone del nero · a3 pedone del bianco · b3 pedone del bianco · d2 pedone del nero · e2 pedone del nero · f2 pedone del nero · b1 donna del bianco | b8 torre del bianco · d8 torre del bianco · e8 cavallo del nero · e7 re del bianco · a6 pedone del nero · a5 re del nero · b5 alfiere del nero · g5 cavallo del nero · g4 pedone del nero · a3 pedone del bianco · b3 pedone del bianco · d2 pedone del nero · e2 pedone del nero · f2 pedone del nero · b1 donna del bianco | b8 torre del bianco · d8 torre del bianco · e8 cavallo del nero · e7 re del bianco · a6 pedone del nero · a5 re del nero · b5 alfiere del nero · g5 cavallo del nero · g4 pedone del nero · a3 pedone del bianco · b3 pedone del bianco · d2 pedone del nero · e2 pedone del nero · f2 pedone del nero · b1 donna del bianco | b8 torre del bianco · d8 torre del bianco · e8 cavallo del nero · e7 re del bianco · a6 pedone del nero · a5 re del nero · b5 alfiere del nero · g5 cavallo del nero · g4 pedone del nero · a3 pedone del bianco · b3 pedone del bianco · d2 pedone del nero · e2 pedone del nero · f2 pedone del nero · b1 donna del bianco | 1 |
|   | a | b | c | d | e | f | g | h |   |

Anderssen cominciò la sua carriera come problemista. Si impose all'attenzione nel 1842 con la raccolta di 60 suoi problemi Aufgabe für Schachspieler. Inviò poi altri problemi a varie riviste tedesche e nel 1852 pubblicò una seconda raccolta. Molti suoi problemi si basano su combinazioni brillanti e profonde, dallo svolgimento del tutto inatteso.
Ne vediamo un esempio nel problema del diagramma a fianco.